# Promulgační list
Promulgační list je označení úředního oznamovatele, v němž se, podle povahy a kompetencí vydávajícího úřadu či subjektu, zveřejňují například zákony, mezinárodní smlouvy a jiné důležité právní předpisy, úřední usnesení, rozhodnutí, opatření nebo oznámení (sdělení). Promulgace je slovo přejaté z latiny, které znamená veřejné vyhlášení, prohlášení či oznámení. Jako oficiální a předem stanovená publikace právního předpisu je nutnou podmínku jeho platnosti.
Obsah a názvy státních promulgačních listů jsou v jednotlivých zemích stanoveny různě. Běžnějšími českými obecnými označeními pro promulgační list jsou například výrazy úřední list, věstník nebo sbírka, jejichž použití je však omezeno víceméně nahodile vzniklou tradicí, pro které z promulgačních listů bylo které z těchto označení stanoveno jako jejich název. Pro promulgační média nestátních organizací se používají i různá jiná označení (například hlasatel, oznamovatel, v katolické církvi Acta Curiae atd.).

## Typy věstníků a jejich vydavatelů
Promulgační listy mívají především státy pro zveřejňování zákonů a dalších právních předpisů, případně i oznámení. Mnohdy vydává stát více promulgačních listů, každý pro jiné typy dokumentů (např. Sbírka zákonů a nařízení, Sbírka zákonů, Úřední list, Sbírka mezinárodních smluv a jiné). Existují a existovaly i mnohé tematické či resortní věstníky či věstníky různých státních úřadů, soudů či jiných organizací, například Obchodní věstník, Cenový věstník, Věstník dopravy, Poštovní věstník, Telekomunikační věstník, sbírky judikátů (např. Sbírka soudních rozhodnutí a stanovisek) atd.
Územní samosprávné celky v rámci státu mohou mít uloženu povinnost vydávat vlastní věstníky (např. kraje v Česku), nebo mohou publikovat své předpisy v celostátním věstníku (např. Sbírka zákonů ČSSR sloužila i pro předpisy národních republik). Obce v České republice nemají povinnost vydávat své věstníky, nicméně musí zajistit zveřejnění svých vyhlášek a nařízení vyvěšením na úřední desce obecního úřadu po dobu 15 dnů a trvale je zpřístupnit u obecního úřadu; předpisy hlavního města Prahy a krajů se na úředních deskách musí vyhlašovat, pouze pokud nabývají účinnosti dříve než 15 dní po vyhlášení. Právní předpisy obcí v České republice se číslují pořadovými čísly v rámci kalendářního roku, avšak (s výjimkou Prahy) se neseskupují do částek.
Své věstníky mají i mnohé mezinárodní organizace, obchodní společnosti, spolky, církve a jiné organizace.

## Promulgační listy států

### Promulgační listy členských států EU
Promulgační listy členských států Evropské unie:
| - Belgie: Moniteur belge / Belgisch Staatsblad / Belgisches Staatsblatt - Bulharsko: Državen vestnik (Държавен вестник; DV/ДВ) - Česko: Sbírka zákonů (Sb.), Sbírka mezinárodních smluv (Sb. m. s.); Věstník právních předpisů kraje, Sbírka právních předpisů hlavního města Prahy - Dánsko: Lovtidende - Estonsko: Riigi Teataja (RT) - Finsko: Suomen säädöskokoelma/ Finlands författningssamling, Virallinen lehti - Francie: Journal Officiel de la République française (JORF) - Irsko: Acts of the Oireachtas and Statutory Instruments Iris Oifigiúil - Itálie: Gazzetta Ufficiale della Repubblica italiana - Kypr: Epissimi Efimerida tis Dimokratias tis Kyprou - Litva: Valstybės Žinios - Lotyšsko: Latvijas Vēstnesis - Lucembursko: Mémorial A, Mémorial B, Mémorial C - Maďarsko: Magyar Közlöny (MK) | - Malta: Il-Gazzetta tal-Gvern ta' Malta - Německo: Bundesgesetzblatt (BGBl.), Bundesanzeiger (BAnz) - Nizozemsko: Staatsblad, Nederlandse Staatscourant - Polsko: Dziennik Ustaw Rzeczypospolitej Polskiej (Dz. U.), Dziennik Urzędowy Rzeczypospolitej Polskiej „Monitor Polski“ (MP) - Portugalsko: Diário da República (DR) - Rakousko: Bundesgesetzblatt, Amtsblatt zur Wiener Zeitung - Rumunsko: Monitorul Oficial (M. Of.) - Řecko: Fill Efimerida Tis Kivernisis (F.E.K.) - Slovensko: Zbierka zákonov Slovenskej republiky (Z. z.) - Slovinsko: Uradni list Republike Slovenije (UL RS) - Spojené království: zákony vycházejí samostatně; The London Gazette, the Belfast Gazette, the Edinburgh Gazett - Španělsko: Boletín Oficial del Estado - Švédsko: Svensk författningssamling (SFS), Post-och Inrikes Tidningar |

### Promulgační listy dalších zemí
- Brazílie: Diario Oficial
- Bosna a Hercegovina: Službeni list BiH[5]
- Čína: Zhongua Renmin Gongheguo Guowuyuan Gongbao (中华人民共和国国务院公报)[6]
- Chorvatsko: Narodne novine[7]
- Indie: Gazette of India[8]
- Rusko: Rossijskaja gazeta (Российская газета)
- Severní Makedonie: Služben vesnik na Republika Severna Makedonija, dříve Služben vesnik na Republika Makedonija (Службен весник на Република Македонија)[9]
- USA: United States Statutes at Large